# System/360モデル30

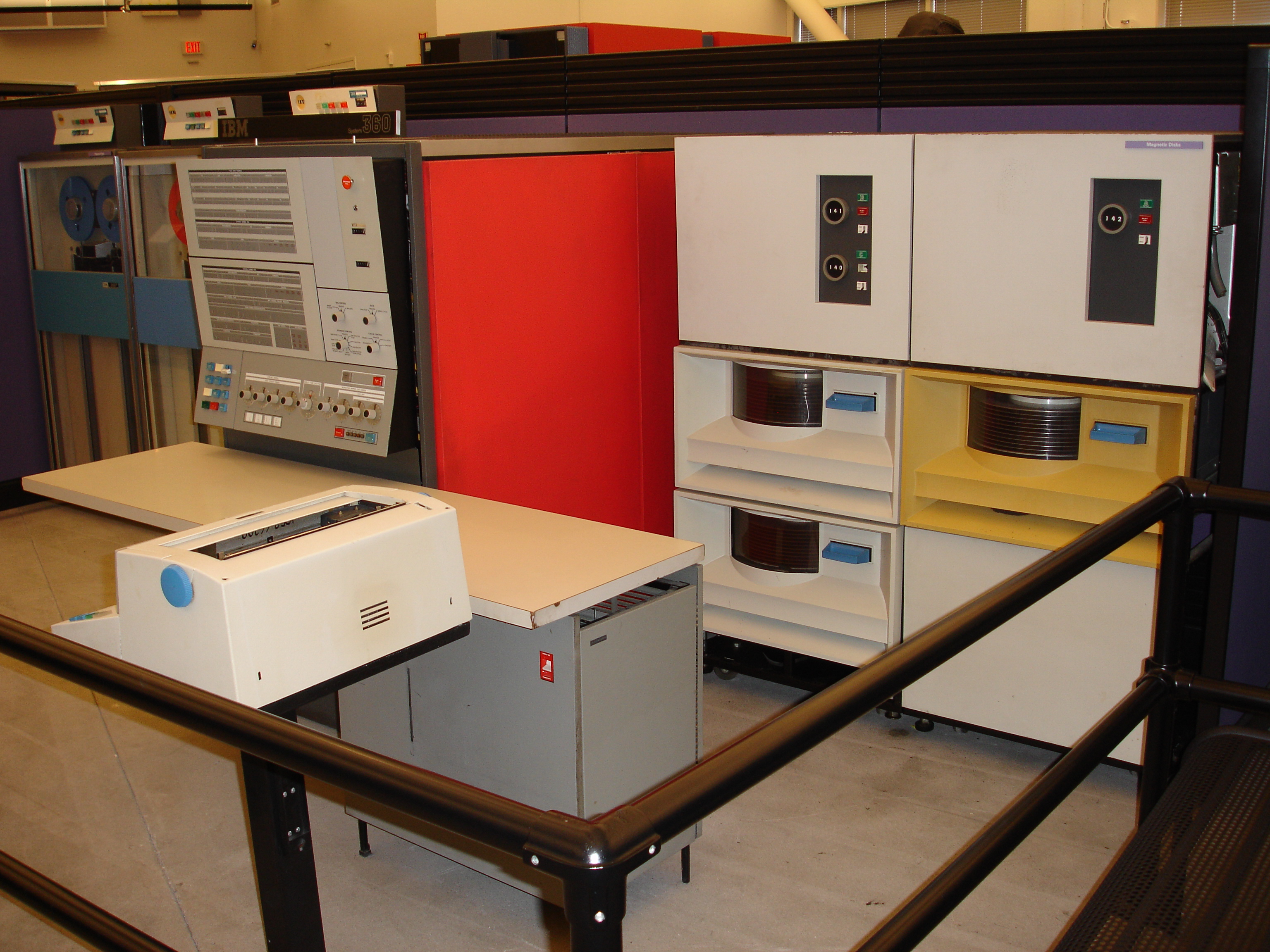
米国のコンピュータ歴史博物館にあるSystem/360モデル30

System/360モデル30（システムさんろくまるモデル30、英語: IBM System/360 Model 30）はIBM社のメインフレーム・System/360コンピューター・ファミリーの小型機種で、1964年4月に発表され、1965年に出荷が始まった。 

## システム構成
初期のモデル30システムは次のような周辺装置から選べる構成であった。 
- IBM 2030 中央演算処理装置 (最高記憶容量：64kバイト)
- IBM 1052 操作コンソール
- IBM 1442 カード読取り・穿孔装置
- IBM 1403 印刷装置
- IBM 1443 印刷装置
- IBM 2401 磁気テープ装置
- IBM 2841 磁気ディスク制御装置
- IBM 2311 磁気ディスク駆動装置

IBM 1316 ディスクパックを使用

## IBM 1400シリーズ互換機能
IBM 1400シリーズ互換機能ハードウェアと互換機能サポート・ソフトウェアを利用して、IBM 1401/1440/1460コンピュータのソフトウェア・プログラムを多少の変更またが無変更で動かすことができるようなエミュレーター機能を付加機能として利用できるようになっていた。 

## その他
System/360モデル30のオペレーティングシステムは大部分がDOS/360を利用した。
このモデルは米国ニューヨーク州のIBMエンディコット（en:Endicott, New York）で開発・製造され、  ドイツのIBMマインツ工場などでも製造されている。日本でも、おもに外国企業の日本子会社でIBM 1401システム（COBOL言語を使用）の上位移行システムとして使われていた。